# Šejby
Šejby (německy Scheiben) jsou malá vesnice, část obce Horní Stropnice v okrese České Budějovice v Jihočeském kraji. Leží v blízkosti rakouské hranice, na úzké silnici vedoucí z Horní Stropnice do rakouského Harbachu (část obce Moorbad Harbach). Je zde hraniční přechod Šejby – Harbach pro pěší a cyklisty. Přes hraniční přechod vede cyklotrasa Via Verde s devíti zastávkami.

## Historie
První písemná zmínka o vesnici pochází z roku 1360.
Vesnice vznikla ve 12. století u dvoru sedláka Šejby. Postupně převažovalo německé obyvatelstvo, které obci říkalo Scheiben.[zdroj?] Velké zemědělské usedlosti i chalupy jsou postavené na svazích, nad údolím, kterým protéká potok, který tvoří jeden z prvních přítoků řeky Stropnice. Přes Šejby často procházela početná rakouská poutní procesí ke kostelu na Dobré Vodě u Nových Hradů. Před rokem 1938 v místě byla celnice. 25. března 1946 bylo všech 171 obyvatel německé národnosti vysídleno. Potom byla vesnice v pohraničním pásmu, vstup do ní přes hlídky Pohraniční stráže byl prakticky nemožný.

## Obyvatelstvo
| Rok            | 1869 | 1880 | 1890 | 1900 | 1910 | 1921 | 1930 | 1950 | 1961 | 1970 | 1980 | 1991 | 2001 | 2011 | 2021 |
| -------------- | ---- | ---- | ---- | ---- | ---- | ---- | ---- | ---- | ---- | ---- | ---- | ---- | ---- | ---- | ---- |
| Počet obyvatel | 174  | 197  | 216  | 219  | 229  | 222  | 227  | 105  | 147  | 47   | 28   | 16   | 20   | 18   | 11   |
| Počet domů     | 35   | 34   | 35   | 35   | 35   | 36   | 39   | 42   | 42   | 11   | 10   | 11   | 16   | 16   | 15   |

## Obecní správa
Při sčítání lidu v letech 1850–1892 Šejby byly osadou obce Dlouhá Stropnice v okrese Kaplice. V letech 1892–1960 byly samostatnou obcí, se kterým patřily nejprve do okresu Kaplice, ale v roce 1950 v okrese Trhové Sviny a od roku 1960 v okrese České Budějovice. Od 12. června 1960 jsou částí obce Horní Stropnice v okrese České Budějovice.

## Pamětihodnosti
- Kaple
- Signálka (krkolomná cesta vybudovaná pohraniční stráží, podél státní hranice)

## Fotogalerie

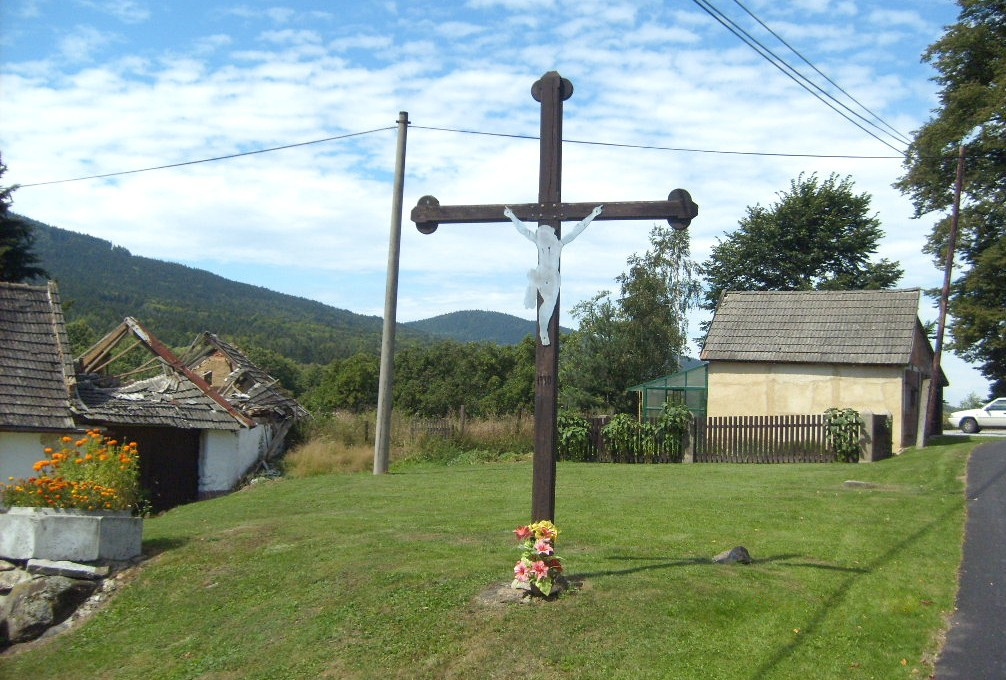
Kříž v Šejbech
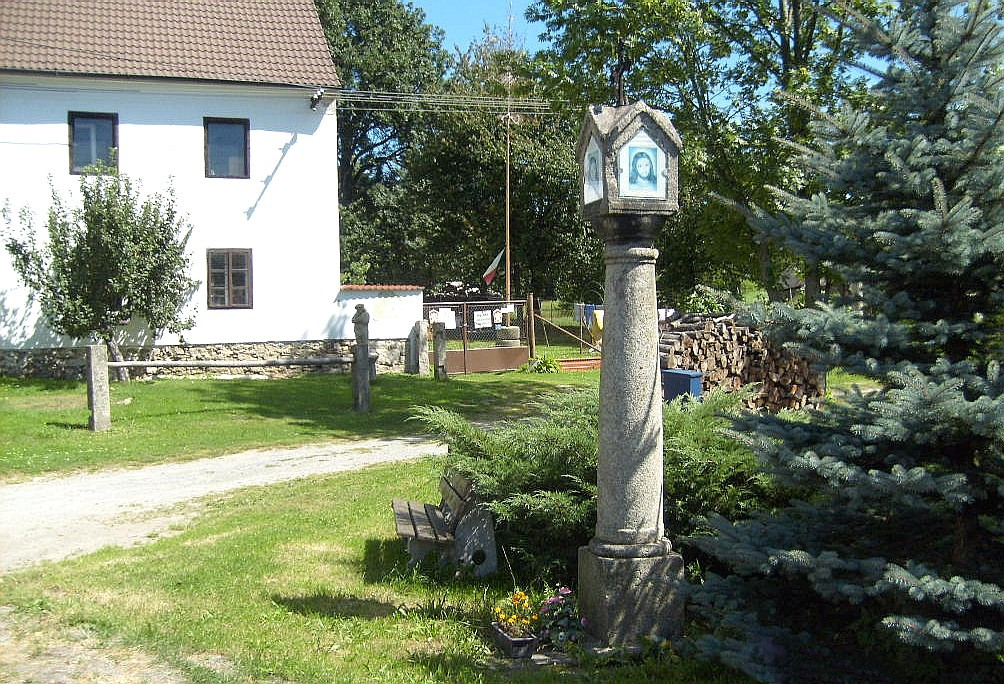
Boží muka
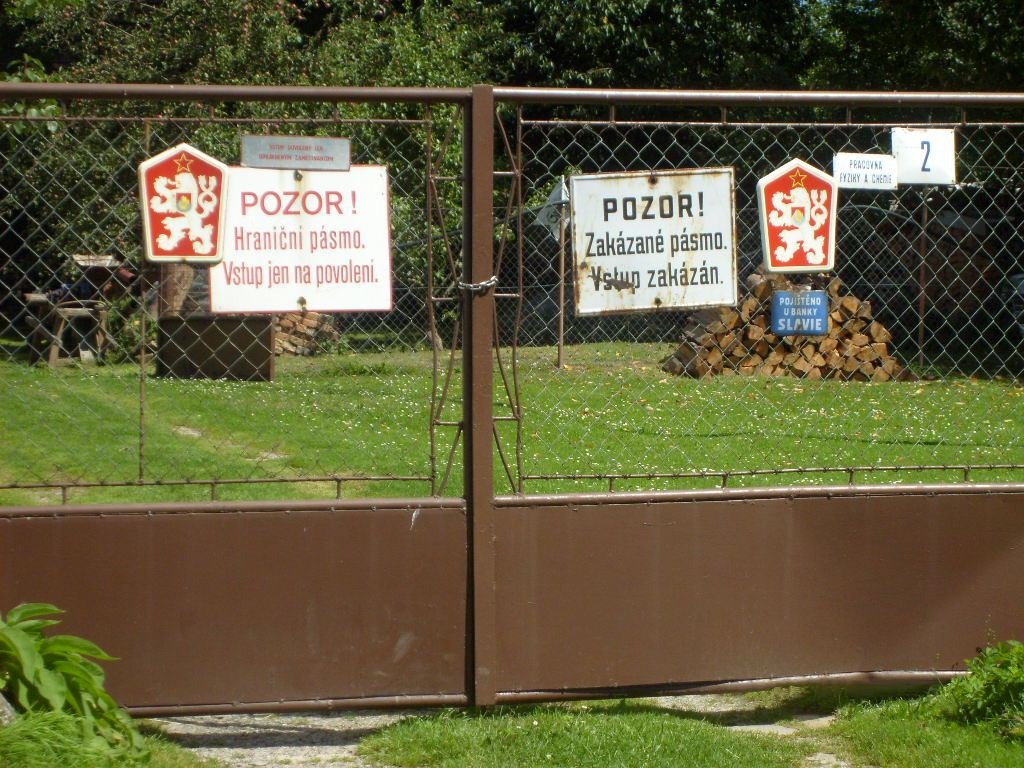
Sbírka tabulí pohraniční stráže
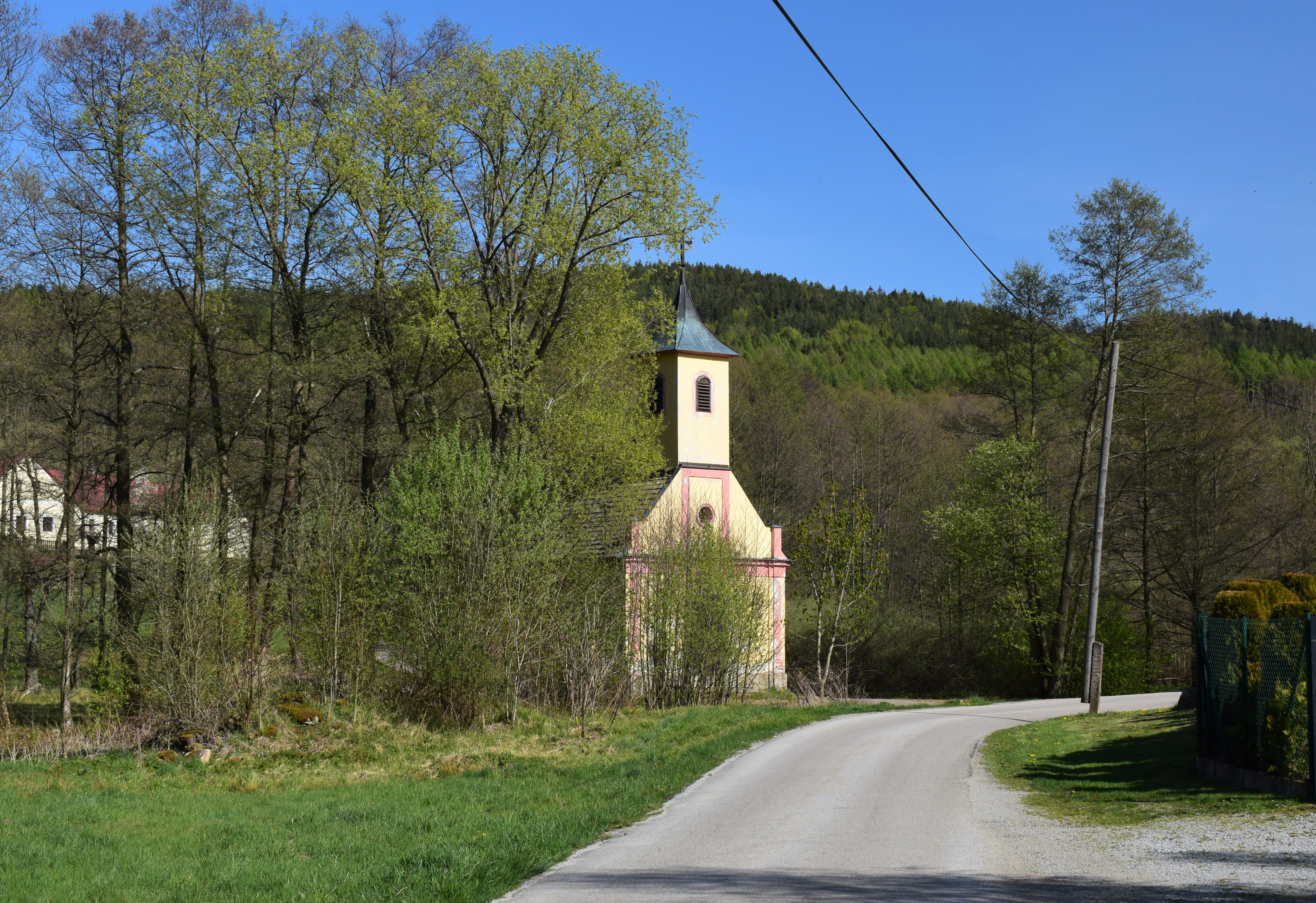
Kaple v Šejbech od severozápadu
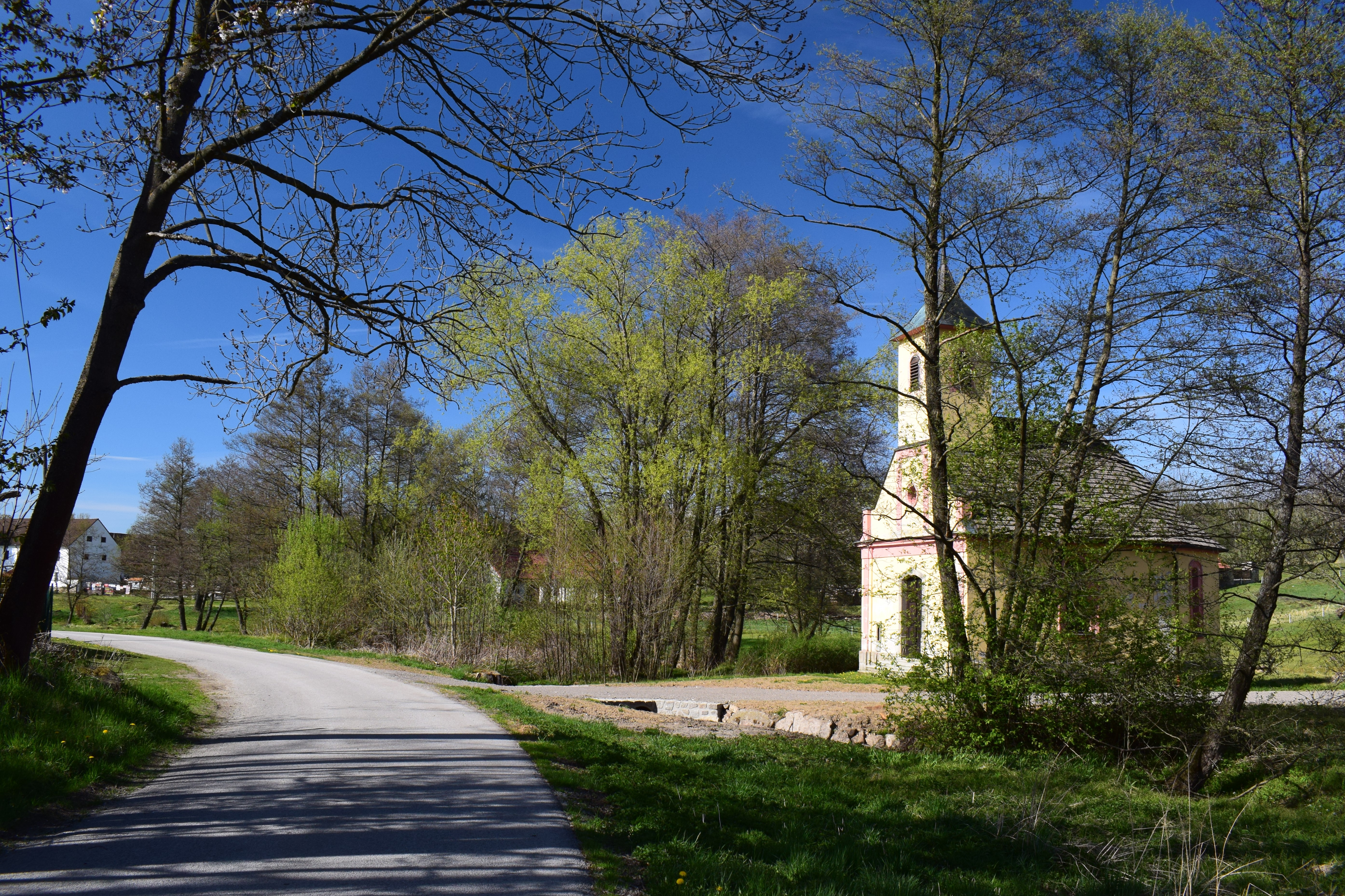
Kaple od jihu
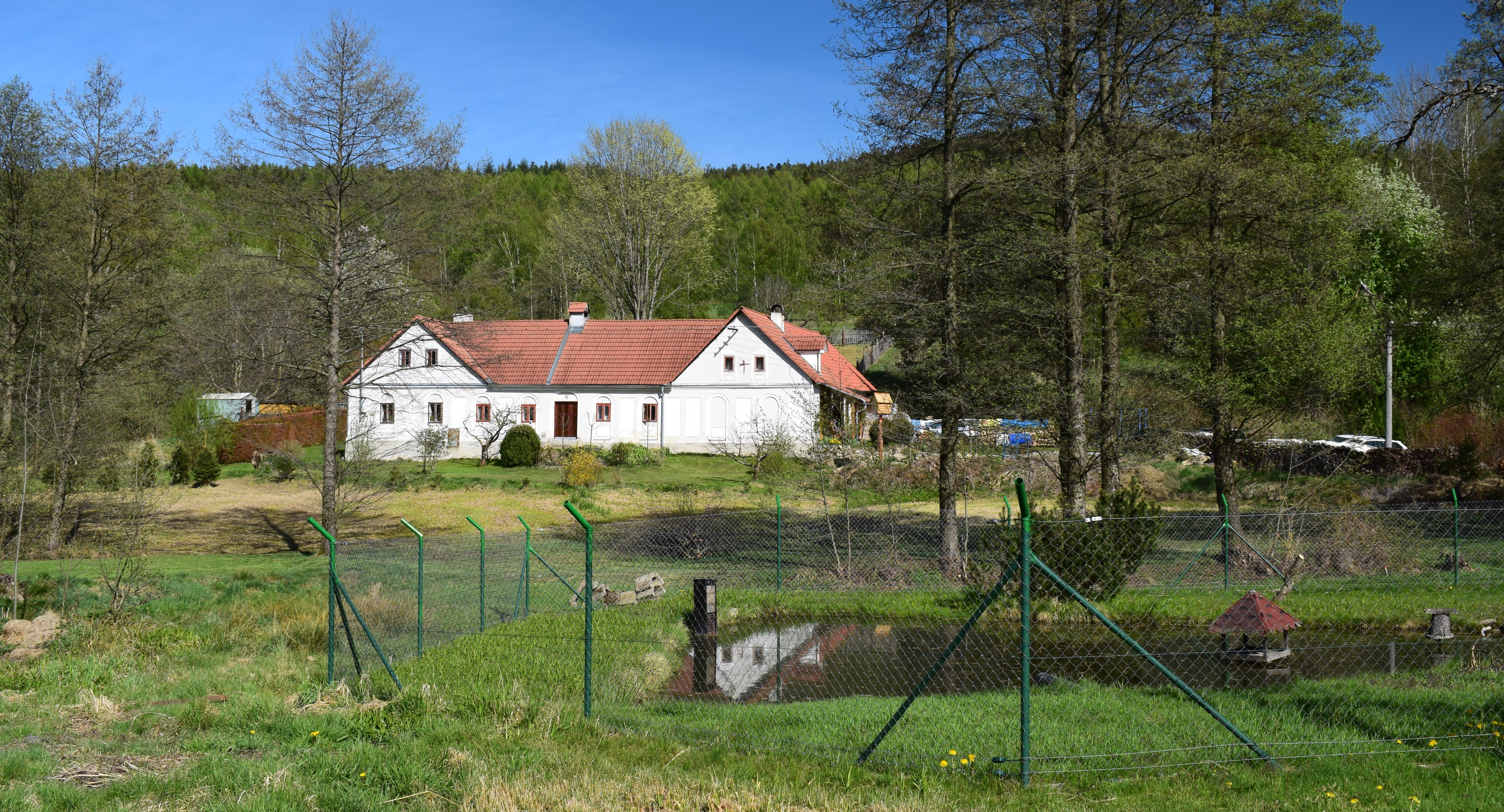
Dům čp. 10
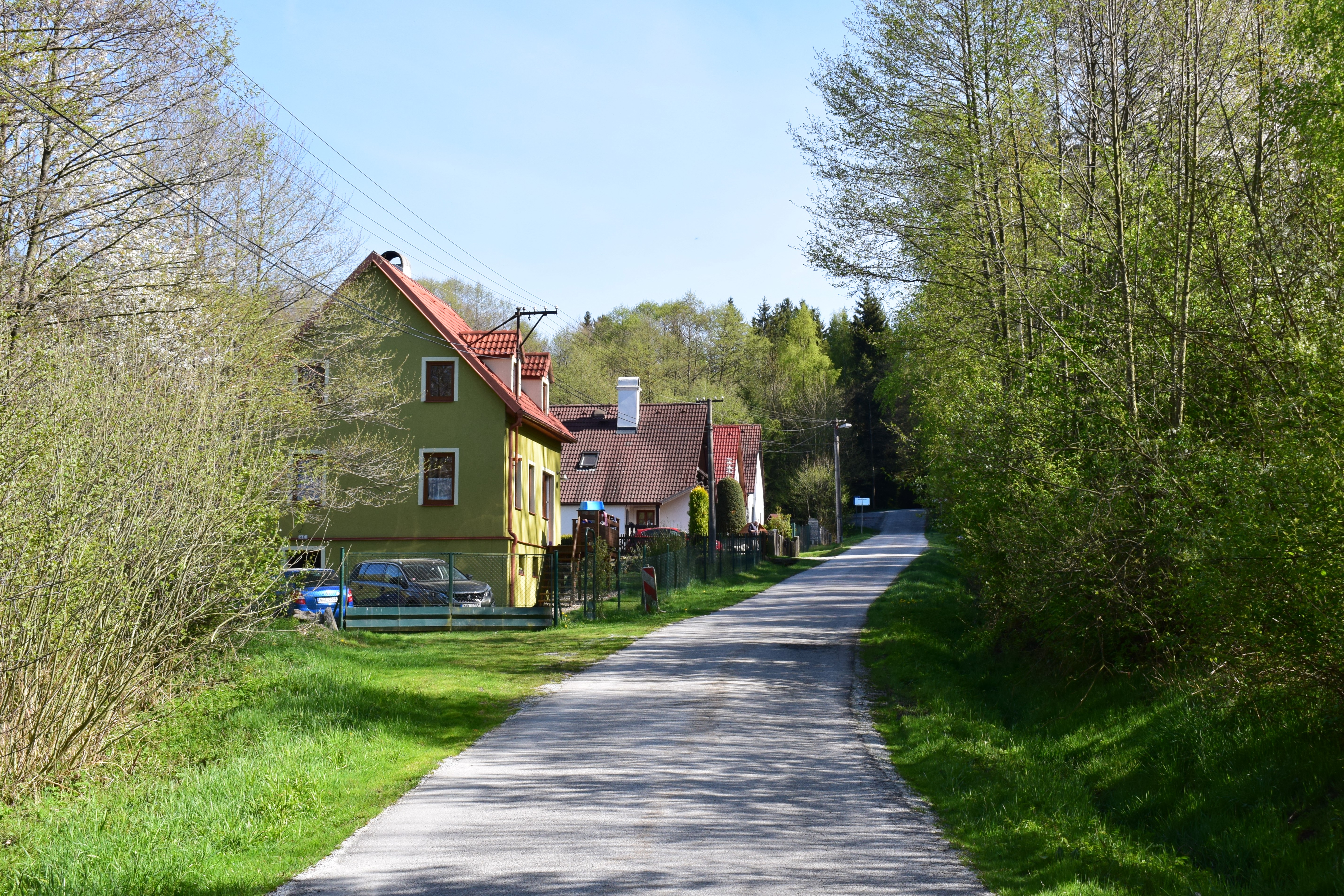
Cesta vedoucí k hraničnímu přechodu (směr Moorbad Harbach)